# Opfenbach
Opfenbach è un comune tedesco di 2 247 abitanti, situato nel land della Baviera.